# Nauticus
Nauticus, également connu sous le nom de National Maritime Center, est un centre scientifique et un musée maritime américain, situé sur le front de mer du centre-ville de Norfolk  en Virginie. Il partage le même bâtiment avec le Hampton Roads Naval Museum.

## Histoire
Nauticus a été créé sous l'autorité du National Maritime Center Authority en février 1988. Le mois suivant, le contre-amiral à la retraite Jackson Knowles Parker, ancien commandant de la base navale de Norfolk, en devient le directeur exécutif fondateur.
La construction a commencé sur l'ancien site de Banana Pier de Norfolk sur le front de mer du centre-ville en février 1992, et Nauticus a ouvert ses portes au public en juin 1994. Les autres attractions touristiques à proximité incluent le zoo de Virginie, le Norfolk Scope et l'Harbor Park, qui abrite les Tides de Norfolk.

## Campus

### Centre de croisière et d'évènementiel du Half Moone

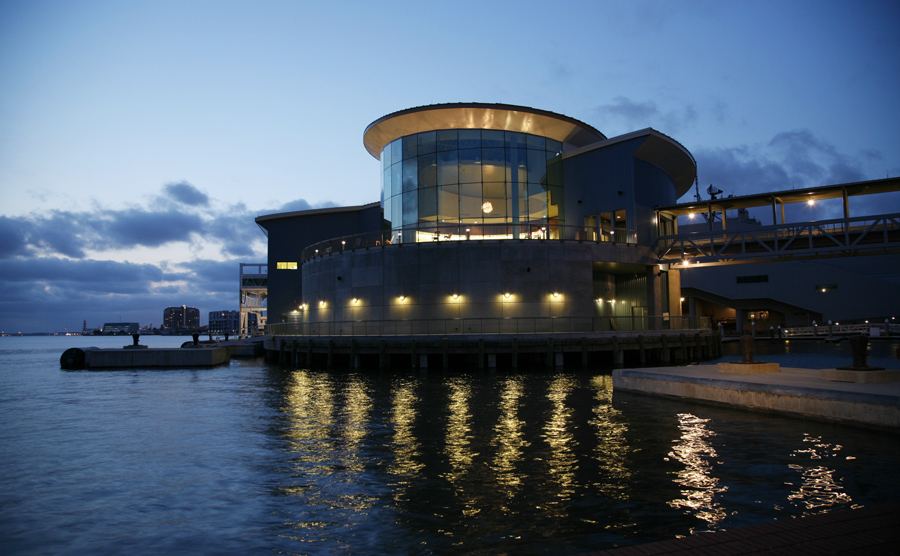
Centre de croisière et de fête Half Moone

La ville de Norfolk a ouvert le 7 avril 2007 le Half Moone Cruise and Celebration Center, situé à Nauticus.
L'installation conviable de 7400 m2  offre une vue sur la rivière Elizabeth avec une passerelle pour passagers fermée et surélevée ; un pont escamotable menant à une marina de 16 slips ; une dalle en terrazzo à l'entrée ; un salon et une zone d'enregistrement séparés pour les  croisiéristes VIP ; une zone de douanes et de protection des frontières et des gares d'embarquement. Le premier paquebot a y être accueilli fut l' Empress of the Seas de la compagnie RCI, arrivé le 28 avril 2007.
Le Half Moone sert également de lieu d'événement avec environ 2100 m2 d'espaces événementiels, chacun comprenant un thème et des expositions. Parmi les espaces disponibles pour la location d'événements spéciaux, citons la salle des Bermudes, qui présente des artefacts et des objets qui racontent les liens historiques entre la Virginie et les Bermudes ; le Half Moone Vista, qui comprend quelques éléments du fort d'origine du site; et les ponts Lido et Promenade, qui reprennent les fonctions que l'on trouve sur les ponts traditionnels à bord des navires de croisière.
Le nom - Half Moone - est tiré du nom du fort qui a été construit sur le même site en 1673 sous la forme d'un "demi luune". Le fort a été construit pour protéger l'industrie maritime florissante de Norfolk.

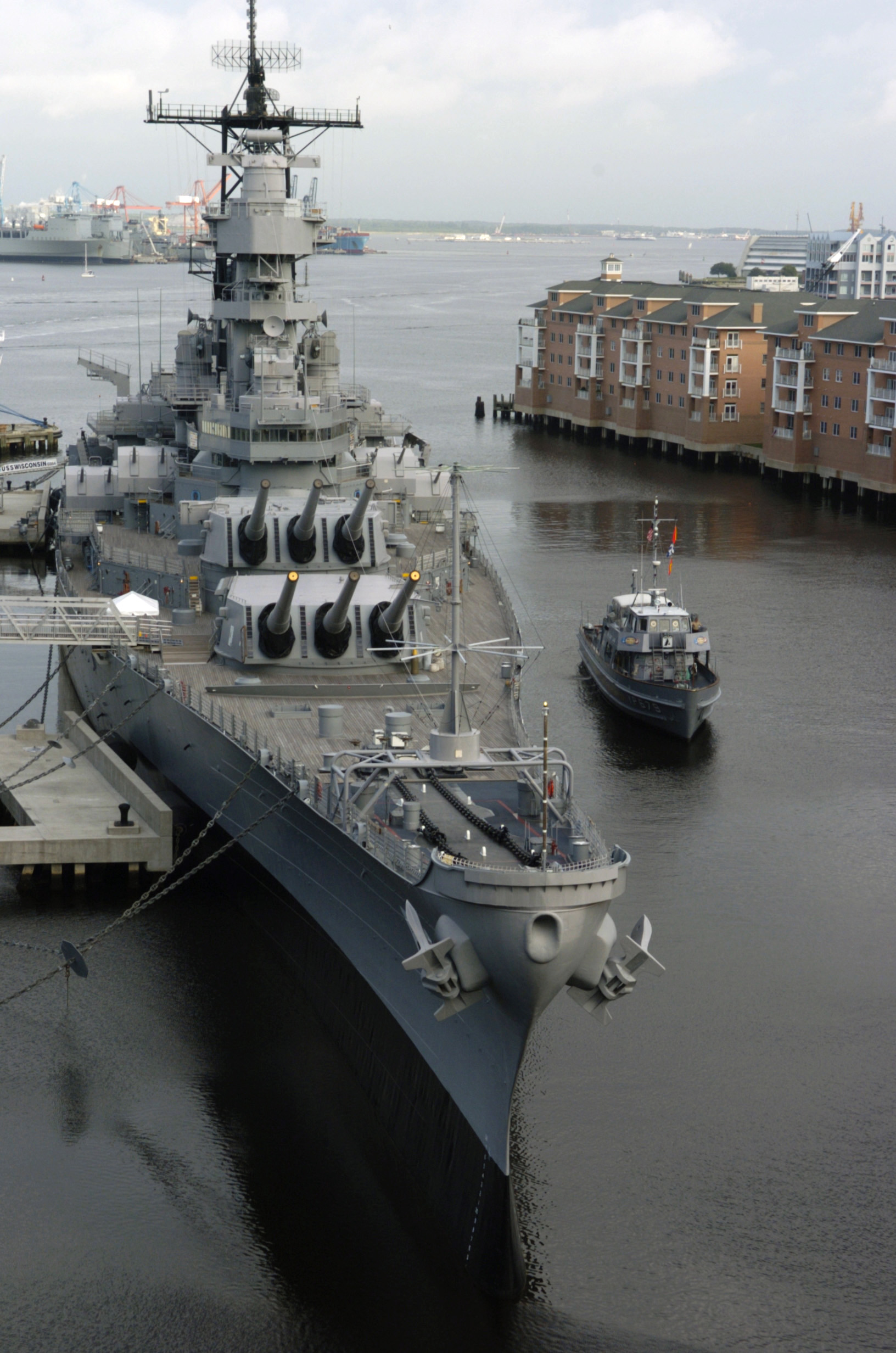
, à quai permanent au Nauticus

### USSWisconsin
L'un des plus grands cuirassés jamais construits s'est arrimé à Nauticus le 7 décembre 2000, jour du 57e anniversaire du lancement de ce navire en 1943 - deux ans jour pour jour après l'attaque sur Pearl Harbor.
L'USS Wisconsin a ouvert ses portes pour les visites du pont principal le 16 avril 2001. Cette date marquait lui le 57e anniversaire de la mise en service du navire en 1944.
Le Wisconsin, l'un des quatre cuirassés de la classe Iowa de la marine américaine, a été construit de 1941 à 1943 au Philadelphia Navy Yard et mis en service en 1944. Il a joué un rôle majeur pendant la Seconde Guerre mondiale, remportant cinq battle stars pour son engagement contre les forces japonaises. Il a également servi pendant la guerre de Corée et a dirigé l'attaque maritime de surface contre l'Irak pendant la guerre du Golfe en 1991, tirant le premier missile Tomahawk de la campagne. Le navire a été désarmé à Philadelphie et fut ensuite affecté à la flotte de réserve navale inactive à Portsmouth, en Virginie en octobre 1996.
Le 16 avril 2010, exactement 66 ans après sa mise en service au chantier naval de Philadelphie, la marine américaine a cérémonieusement transféré la propriété du navire à la ville de Norfolk, en Virginie. Le vice-amiral David Architzel (en), dirigea la cérémonie sur le pont du navire, accompagné du  maire de la ville, Paul Fraim, d'autres responsables municipaux et militaires et d'anciens membres d'équipage. Il présenta la lunette du navire au maire de Norfolk, Paul Fraim, signifiant que le maire avait maintenant les commandes.
Fin novembre 2009, plus de 2 495 296 visiteurs avaient foulé les ponts en teck du Wisconsin . Ces visiteurs sont venus des cinquante États américains et de nombreux autres pays pour découvrir le cuirassé.

### Sail Nauticus

Bureau d'accueil à l'intérieur du Nauticus

Sail Nauticus est une organisation à but non lucratif 501(c)3 créée par la Fondation Nauticus en 2013. Sail Nauticus est un centre de voile communautaire, avec des programmes pour adultes et pour jeunes. Son programme premier est la Sail Nauticus Academy, un programme parascolaire en partenariat avec les écoles publiques de Norfolk qui enseigne aux collégiens la voile et les sciences maritimes du point de vue des STEM.

## Expositions
Le musée propose des expositions interactives, des théâtres interactifs, des aquariums, des films numériques haute définition et une grande variété de programmes éducatifs. Nauticus dispose d'une salle de cinéma haute définition sur grand écran et projette plusieurs films liés au nautisme à tour de rôle.
Le deuxième étage du Nauticus abrite le musée naval de Hampton Roads et l'entrée du cuirassé Wisconsin . Au troisième étage du Nauticus, les clients peuvent voir une variété d'expositions scientifiques et maritimes, notamment : des aquariums, un bassin tactile  de crabe en fer à cheval, un laboratoire d'études des requins, Science On a Sphere, des expositions de la National Oceanic and Atmospheric Administration (NOAA), des théâtres interactifs et une station météo. Le laboratoire des requins de Nauticus abrite quatre requins de trois espèces différentes. Il y a un requin épaulette mâle, deux requins bambou à points blancs mâles et une femelle requin bambou à bandes brunes . À l'automne 2016, il y avait aussi un requin bambou mâle à bandes brunes, mais il a été déplacé dans un réservoir fermé près de l'entrée en raison de son agressivité.

## Voir également
- Centre-ville de Norfolk, Virginie